# Дрю Банністер
Дрю Банністер (англ. Drew Bannister; нар. 9 квітня 1974) — колишній канадський професійний хокеїст, та хокейний тренер. Наразі виконує обов'язки головного тренера команди НХЛ «Сент-Луїс Блюз».